# Sperozabergen
Sperozabergen (georgiska: სპეროზის ქედი, Sperozis kedi) är en bergskedja i Georgien. Den ligger i den nordöstra delen av landet, i regionen Kachetien. Sperozabergen är en del av Stora Kaukasus.